# 斯温斯岛

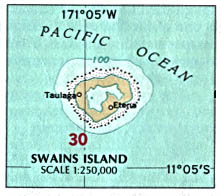
斯温斯岛地图

斯温斯岛（薩摩亞語：Olosega，托克劳语：Olohega）是位于托克劳岛链的一个环礁，美属萨摩亚所辖的最西北的岛屿。文化上是托克劳岛的一部分，政治上属于美国无建制领地。斯温斯岛在不同時期有著不同的稱呼（Olosenga Island、Olohega Island、Quiros Island、Gente Hermosa Island和Jennings Island）

## 地理
斯温斯岛面积1.865 km²，其中1.508 km²（151 ha）为陆地。中心潟湖约0.358 km²，在潟湖东部有一个764 m²的小岛。